# Ernesto II di Sassonia-Altenburg
Ernesto II Bernardo Giorgio Giovanni Carlo Federico Pietro Alberto, Duca di Sassonia-Altenburg (Altenburg, 31 agosto 1871 – Trockenborn-Wolfersdorf, 22 marzo 1955), fu l'ultimo Duca regnante di Sassonia-Altenburg.
Era il quarto, ma l'unico sopravvissuto, dei figli del Principe Maurizio, figlio secondogenito di Giorgio, Duca di Sassonia-Altenburg, e della Principessa Augusta di Sassonia-Meiningen.
La morte del padre il 13 maggio 1907 lo rese il primo nella successione per il Ducato di Sassonia-Altenburg. Egli ereditò il ducato quando lo zio Ernesto I, morì senza figli maschi sopravvissutigli, il 7 febbraio 1908.

## Primo matrimonio
Il 27 febbraio 1898 a Bückeburg, Ernesto sposò la sua prima moglie, la Principessa Adelaide di Schaumburg-Lippe, una nipote di Giorgio Guglielmo, Principe di Schaumburg-Lippe. Ebbero quattro figli:
1. Carlotta Agnese Ernestina Augusta Batilde Maria Teresa Adolfina (n. Potsdam, 4 marzo 1899 – m. Hemmelmark bei Eckernförde, 16 febbraio 1989), sposò l'11 luglio 1919 il Principe Sigismondo di Prussia.
2. Guglielmo Giorgio Maurizio Ernesto Alberto Federico Carlo Costantino Edoardo Max (m. Potsdam, 13 maggio 1900 – m. Rendsburg, 13 febbraio 1991).
3. Elisabetta Carola Vittoria Adelaide Ilda Luisa Alessandra (n. Potsdam, 6 aprile 1903 – m. Breiholz, 30 gennaio 1991).
4. Federico Ernesto Carlo Augusto Alberto (n. Potsdam, 15 maggio 1905 – d. Rosenheim, 23 febbraio 1985).

## I Guerra Mondiale
Durante la prima guerra mondiale, Ernesto rifiutò tutte le cariche onorarie al quartier generale del Kaiser (che sarebbe stata molto più sicura rispetto ad altre zone). Rinunciò al suo rango di Generale, entrando in servizio come semplice Colonnello, e distinguendosi nella Battaglia di Peronne. Alla fine della guerra aveva raggiunto il grado di comandante di divisione.
Grande amante della scienza, Ernesto aveva una installazione senza fili montata all'interno del suo castello ad Altenburg durante l'inizio della guerra. Il suo scopo era quello di comunicare soprattutto con i dirigibili. Ernesto ebbe anche un interesse che duro tutta una vita per la telegrafia senza fili e la telefonia, e fu considerato un esperto di aeronautica.
Quando la Germania perse la guerra mondiale, tutti i principi tedeschi persero i loro titoli ed i loro domini. Ernesto fu uno dei primi principi rendersi conto che importanti cambiamenti stavano per sopraggiungere per la Germania, e rapidamente arrivò a un accordo amichevole con i suoi sudditi. Ernesto fu obbligato ad abdicare al governo del ducato il 13 novembre 1918, e trascorse il resto della sua vita come un privato cittadino.

## Vita successiva
Dopo la sua abdicazione Ernesto, con una fortuna moderata, si ritirò in un albergo a Berlino. Due anni dopo, nel 1920, il suo matrimonio terminò con un divorzio. Più tardi nello stesso anno, Ernesto annunciò il suo fidanzamento con Helena Thomas, una cantante d'opera. Si erano conosciuti mentre stava riempiendo temporaneamente un ingaggio al Teatro Ducale di Altenburg durante la guerra. Il matrimonio, tuttavia, non ebbe mai luogo. 
Il 15 luglio 1934 Ernesto sposò la sua seconda moglie Maria Triebel, che era stata la sua compagna per molti anni, nella sua casa, allo Schloss Froehliche Wiederkunft ("Castello del Buon Ritorno"). Maria era nata a Waltershausen il 16 ottobre 1893, e morì a Trockenborn-Wolfersdorf il 28 febbraio 1955. Questo era un matrimonio morganatico, ed ella ricevé solo il titolo di "Baronessa Reiseneck". Non ebbero figli.
Sempre interessato alla scienza Ernesto istituì un moderno osservatorio astronomico a Wolfersdorf, assumendo Kurd Kisshauer nel 1922. Il 1º maggio 1937 Ernesto entrò a far parte del Partito Nazista
Ernesto diventò l'unico ex principe regnante tedesco che accettò la cittadinanza della Repubblica Democratica Tedesca dopo la seconda guerra mondiale, rifiutando un'offerta di lasciare il suo amato Schloß Fröhliche Wiederkunft e trasferirsi nella zona di occupazione britannica. Il castello era stato confiscato dagli occupanti sovietici, ma ad Ernesto era stato concesso l'uso gratuito di esso fino alla sua morte. Nel marzo 1954, con la morte di Carlo Edoardo, Duca di Sassonia-Coburgo e Gotha, divenne l'ultimo superstite dei principi tedeschi che avevano regnato fino al 1918. Un anno dopo, il 22 marzo 1955, morì nel suo castello.

## Albero genealogico
|                                   |                                 |                                           | Genitori                                     |  |  | Nonni |  |  | Bisnonni                       |  |  | Trisnonni                                       |  |
|                                   |                                 |                                           |                                              |  |  |       |  |  | Federico di Sassonia-Altenburg |  |  | Ernesto Federico III di Sassonia-Hildburghausen |  |
|                                   |                                 |                                           |                                              |  |  |       |  |  | Federico di Sassonia-Altenburg |  |  | Ernesto Federico III di Sassonia-Hildburghausen |  |
|                                   |                                 | Ernestina Augusta di Sassonia-Weimar      |                                              |  |  |       |  |  | Federico di Sassonia-Altenburg |  |  |                                                 |  |
| Giorgio di Sassonia-Altenburg     |                                 |                                           |                                              |  |  |       |  |  | Federico di Sassonia-Altenburg |  |  |                                                 |  |
|                                   |                                 | Carlotta di Meclemburgo-Strelitz          | Carlo II di Meclemburgo-Strelitz             |  |  |       |  |  |                                |  |  |                                                 |  |
|                                   |                                 | Carlotta di Meclemburgo-Strelitz          | Carlo II di Meclemburgo-Strelitz             |  |  |       |  |  |                                |  |  |                                                 |  |
|                                   |                                 | Carlotta di Meclemburgo-Strelitz          | Federica Carolina Luisa d'Assia-Darmstadt    |  |  |       |  |  |                                |  |  |                                                 |  |
| Maurizio di Sassonia-Altenburg    |                                 | Carlotta di Meclemburgo-Strelitz          |                                              |  |  |       |  |  |                                |  |  |                                                 |  |
|                                   |                                 | Federico Ludovico di Meclemburgo-Schwerin | Federico Francesco I di Meclemburgo-Schwerin |  |  |       |  |  |                                |  |  |                                                 |  |
|                                   |                                 | Federico Ludovico di Meclemburgo-Schwerin | Federico Francesco I di Meclemburgo-Schwerin |  |  |       |  |  |                                |  |  |                                                 |  |
|                                   |                                 | Federico Ludovico di Meclemburgo-Schwerin | Luisa di Sassonia-Gotha-Altenburg            |  |  |       |  |  |                                |  |  |                                                 |  |
| Maria di Meclemburgo-Schwerin     |                                 | Federico Ludovico di Meclemburgo-Schwerin |                                              |  |  |       |  |  |                                |  |  |                                                 |  |
|                                   |                                 | Elena Pavlovna Romanova                   | Paolo I di Russia                            |  |  |       |  |  |                                |  |  |                                                 |  |
|                                   |                                 | Elena Pavlovna Romanova                   | Paolo I di Russia                            |  |  |       |  |  |                                |  |  |                                                 |  |
|                                   |                                 | Elena Pavlovna Romanova                   | Sofia Dorotea di Württemberg                 |  |  |       |  |  |                                |  |  |                                                 |  |
| Ernesto II di Sassonia-Altenburg  |                                 | Elena Pavlovna Romanova                   |                                              |  |  |       |  |  |                                |  |  |                                                 |  |
|                                   | Giorgio I di Sassonia-Meiningen | Antonio Ulrico di Sassonia-Meiningen      |                                              |  |  |       |  |  |                                |  |  |                                                 |  |
|                                   | Giorgio I di Sassonia-Meiningen | Antonio Ulrico di Sassonia-Meiningen      |                                              |  |  |       |  |  |                                |  |  |                                                 |  |
|                                   | Giorgio I di Sassonia-Meiningen | Carlotta Amalia d'Assia-Philippsthal      |                                              |  |  |       |  |  |                                |  |  |                                                 |  |
| Bernardo II di Sassonia-Meiningen | Giorgio I di Sassonia-Meiningen |                                           |                                              |  |  |       |  |  |                                |  |  |                                                 |  |
|                                   |                                 | Luisa Eleonora di Hohenlohe-Langenburg    | Cristiano Alberto di Hohenlohe-Langenburg    |  |  |       |  |  |                                |  |  |                                                 |  |
|                                   |                                 | Luisa Eleonora di Hohenlohe-Langenburg    | Cristiano Alberto di Hohenlohe-Langenburg    |  |  |       |  |  |                                |  |  |                                                 |  |
|                                   |                                 | Luisa Eleonora di Hohenlohe-Langenburg    | Carolina di Stolberg-Gedern                  |  |  |       |  |  |                                |  |  |                                                 |  |
| Augusta di Sassonia-Meiningen     |                                 | Luisa Eleonora di Hohenlohe-Langenburg    |                                              |  |  |       |  |  |                                |  |  |                                                 |  |
|                                   |                                 | Guglielmo II d'Assia                      | Guglielmo I d'Assia                          |  |  |       |  |  |                                |  |  |                                                 |  |
|                                   |                                 | Guglielmo II d'Assia                      | Guglielmo I d'Assia                          |  |  |       |  |  |                                |  |  |                                                 |  |
|                                   |                                 | Guglielmo II d'Assia                      | Guglielmina Carolina di Danimarca            |  |  |       |  |  |                                |  |  |                                                 |  |
| Maria Federica d'Assia-Kassel     |                                 | Guglielmo II d'Assia                      |                                              |  |  |       |  |  |                                |  |  |                                                 |  |
|                                   |                                 | Augusta di Prussia                        | Federico Guglielmo II di Prussia             |  |  |       |  |  |                                |  |  |                                                 |  |
|                                   |                                 | Augusta di Prussia                        | Federico Guglielmo II di Prussia             |  |  |       |  |  |                                |  |  |                                                 |  |
|                                   |                                 | Augusta di Prussia                        | Federica Luisa d'Assia-Darmstadt             |  |  |       |  |  |                                |  |  |                                                 |  |
|                                   |                                 | Augusta di Prussia                        |                                              |  |  |       |  |  |                                |  |  |                                                 |  |